# Worthington (Virginia Occidentale)
Worthington è un comune degli Stati Uniti d'America, situato nello Stato della Virginia Occidentale, nella contea di Marion.